# Connantray-Vaurefroy
Connantray-Vaurefroy är en kommun i departementet Marne i regionen Grand Est (tidigare regionen Champagne-Ardenne) i nordöstra Frankrike. Kommunen ligger i kantonen Fère-Champenoise som tillhör arrondissementet Épernay. År 2022 hade Connantray-Vaurefroy 137 invånare.

## Befolkningsutveckling
Antalet invånare i kommunen Connantray-Vaurefroy
| Referens: INSEE |